# フジテレビ青森支局
フジテレビ青森支局（フジテレビあおもりしきょく）は、青森県青森市にあるフジテレビジョンの支局である。

## 概要
1990年代初頭に青森県内を放送エリアとする3局目の民放新局を設置する際、フジテレビもキー局の候補に挙がっていたが、最終的に3局目はテレビ朝日系列に決定し、青森朝日放送（ABA）として1991年10月1日に開局した。このため、青森県にはフジテレビ系列の放送局は存在せず、フジテレビが報道取材を行うために当支局を設置している（フジテレビの報道対象地域に青森県が含まれている）。
青森県内で起きた事件等で、NHK青森放送局や青森の他の民放局（青森放送、青森テレビ、青森朝日放送）のマイクに並んで「フジテレビ」と書かれたマイクが登場する理由は、このためである。あくまで取材拠点であり、フジテレビの放送を送信する施設等はない。
フジテレビのロゴが入ったSNG中継車が配備されているが、ナンバーは「青森」である。

またフジテレビは、青森空港にお天気カメラ (HD) を設置している。

## 所在地
- 青森県青森市長島2丁目1-5

## 備考
青森県内ではフジテレビ系列の番組をある程度視聴することはできるが、そのほとんどは遅れネット（競馬中継のみ同時ネット）で放送されている。しかし、県境付近ではFNN・FNS系列の北海道文化放送、秋田テレビを受信できる世帯がある他、岩手県のFNN系列局である岩手めんこいテレビは二戸中継局を介して南部地方のほぼ全域と二戸市から約100kmほど離れた下北地方の一部でも見ることができ、地元の新聞のラテ欄でも他の県内テレビ局同様の扱いがなされている場合が多い。また、八戸市にはめんこいテレビの八戸支社が存在する。八戸支社は報道拠点も兼ねており、南部・下北地方の報道取材の一部を担当する場合もある。
青森県内の季節の話題等は、マイナーであるものも含めて『FNNニュース』で比較的多く放送されている。また、FNNニュースの関東地方ローカル枠においても、青森県内の火災や事件・事故等のニュースがよく取り上げられている。これに対して、青森県内に系列局のある民放ネットワーク（NNN・JNN・ANN）のニュースでは、青森ねぶた・弘前ねぷたまつりなどメジャーな話題以外は全国ニュースで放送されることは多くない。